# Zsófia Balla
Zsófia Balla (n. 15 ianuarie 1949, Cluj, România) este o poetă și eseistă maghiară de origine română. Este considerată una dintre cele mai proeminente poete din Ungaria.

## Biografie
Balla s-a născut în orașul Cluj, România, din părinți etnici maghiari. Tatăl ei a fost scriitor, iar mama, profesoară de limba germană. A studiat muzica (vioara) la Academia de Muzică Gheorghe Dima din Cluj, unde a absolvit în 1972. După ce a divorțat de primul ei soț, s-a căsătorit cu poetul Csaba Báthori în 1997.
După publicarea primelor sale poezii în revista Igaz Szó în 1965, prima sa colecție de poezie A dolgok emlékezete (Amintirea lucrurilor) a fost publicată la București în 1968 de către editura Kriterion. Din 1972, a lucrat în departamentul maghiar al postului de radio din Cluj ca redactor muzical până când postul a fost închis în 1985. Ulterior a lucrat ca jurnalist pentru ziarul național românesc Előre și ca redactor literar pentru două reviste săptămânale. În 1990, a devenit membră a Uniunii Scriitorilor din Ungaria și în 1992 s-a alăturat comitetului de redacție al revistei literare maghiare Jelenkor. Din 1993, ea locuiește alternativ Cluj-Napoca, România și Budapesta, Ungaria.

## Premii
Considerată a fi una dintre cele mai proeminente poete din Ungaria, a primit numeroase premii, inclusiv Premiul Uniunii Scriitorilor din România (1984 și 1991),  Premiul Asociației Scriitorilor din Cluj-Napoca (1980) și Premiul maghiar Attila József în 1996. În 2008, a devenit Laureată a Republicii Ungare (Magyar Köztársaság Babérkoszorúja).

## Lucrări scrise (selecție)
Balla a publicat următoarele colecții de poezie:
- 1968: A dolgok emlékezete (Amintirea lucrurilor), Irodalmi és Művészeti Kiadó, București
- 1971: Apokrif ének (Cântare apocrifă), Kriterion, București
- 1975: Vízláng versek (Flacără de apă), Kriterion, București
- 1980: Második személy (A doua persoană), Kriterion, București
- 1983: Kolozsvári táncok (Dansuri din Cluj), Kriterion, București
- 1985: Hóka fóka fióka, Kriterion, București
- 1991: A páncél nyomai, Kriterion, București, 1991
- 1993: Egy pohár fű, Jelenkor, Pécs
- 1995: Ahogyan élsz, Jelenkor, Pécs
- 1997: Triangulum, avagy száz ördög közt három szentek, Seneca, Budapesta
- 2002: A harmadik történet, Jelenkor, Pécs, ISBN: 9636763097
- 2009: A nyár barlangja, Budapesta, Kalligram Kiadó